# William Morgan (překladatel)
William Morgan (1545 – 10. září 1604) byl velšský překladatel.
Narodil se v domě Tŷ Mawr Wybrnant v severovelšské obci Bro Machno. Nejčastěji uváděný rok narození je 1545. Studoval na cambridgeské St John's College. Byl prvním překladatelem celé bible do velštiny (překládal z řečtiny a hebrejštiny). V roce 1595 byl jmenován llandaffským biskupem. Od roku 1601 byl biskupem v St Asaph, kde také roku 1604 zemřel.